# Рошієтічій-Векі
Рошієтічій-Векі (рум. Roșieticii Vechi) — село у Флорештському районі Молдови. Входить до складу комуни, адміністративним центром якої є село Рошієтіч.

## Населення
За даними перепису населення 2004 року у селі проживали 799 осіб.
Національний склад населення села:
| Національність   | Кількість осіб | Відсоток   |
| ---------------- | -------------- | ---------- |
| молдавани румуни | 788 8          | 98,6% 1,0% |
| росіяни          | 2              | 0,3%       |
| українці         | 1              | 0,1%       |
| Всього           | 799            | 100%       |